# Bitwa pod Zadorożem
Bitwa nad Zadorożem – część wielkiej bitwy nad Autą. Walki polskiego 39 pułku piechoty z sowiecką 4 Dywizją Strzelców i zbiorczą brygadą kawalerii 15 Armii w czasie  lipcowej ofensywy Frontu Zachodniego Michaiła Tuchaczewskiego w okresie wojny polsko-bolszewickiej.

## Położenie wojsk przed bitwą
Wojsko Polskie
Front Północno-Wschodni gen. Stanisława Szeptyckiego, który dysponował około 70 tys. żołnierzami i 460 działami.
Ugrupowanie obronne
1 Armia gen. Gustawa Zygadłowicza dysponowała 34 000 żołnierzy i 186 działami. Ugrupowana była w sposób następujący: 
- Na lewym skrzydle, w przesmyku między Dźwiną i jeziorem Jelnia rozwinęła się grupa ppłk. Jerzego Sawa-Sawickiego w składzie 33 pułk piechoty, dywizjon 18 pułku ułanów i 3 baterie artylerii.
- grupa gen. Lucjana Żeligowskiego w składzie 8. i 10 Dywizja Piechoty broniła się w centrum ugrupowania i osłaniała kierunek Hermanowicze – Wilno.
- Prawe skrzydło armii stanowiła grupa gen. Władysława Jędrzejewskiego w składzie 7 Brygada Rezerwowa i IX Brygada Piechoty.

Na południe od linii kolejowej Połock – Mołodeczno zajmowała stanowiska 4 Armii gen. Szeptyckiego. Jej północne skrzydło tworzyła grupa gen. Jana Rządkowskiego w składzie 1 Dywizja Litewsko–Białoruska i 11 Dywizja Piechoty.
Armia Czerwona
Front Zachodni Michaiła Tuchaczewskiego liczył około 150–160 tys. żołnierzy i 772 działa
Plan natarcia
Plan Tuchaczewskiego zakładał dwustronne oskrzydlenie polskiej 1 Armii gen. Zygadłowicza, okrążenie jej i zniszczenie w rejonie Łużki – Głębokie.
W tym celu:
- 4 Armia Jewgienija Siergiejewa w składzie 12., 18. i 3 Dywizja Strzelców oraz 164 BS  z 3 Korpusem Kawalerii Gaja w składzie 10. i 15 DK miała nacierać między Dźwiną a Dzisną, przez Dryhucze – Szarkowszczyznę – Hermanowicze i rozbić lewe skrzydło polskiej 1 Armii.
- 3 Armia Władimira Łazarewicza w składzie 5., 6., 21. i  56 Dywizja Strzelców otrzymała zadanie uderzyć od południa przez Dokszyce –Parafianowo i rozbić prawe skrzydło wojsk gen. Zygadłowicza.
- 15 Armia Augusta Korka w składzie 4., 11., 15., 16., 33. i 54 Dywizja Strzelców miała wykonać w centrum uderzenie pomocnicze, wiązać oddziały polskie walką i uniemożliwić przerzucenie odwodów na zagrożone skrzydła[2].

Całością sił uderzeniowych dowodził dowódca Frontu Zachodniego Michaił Tuchaczewski.

## Przebieg bitwy

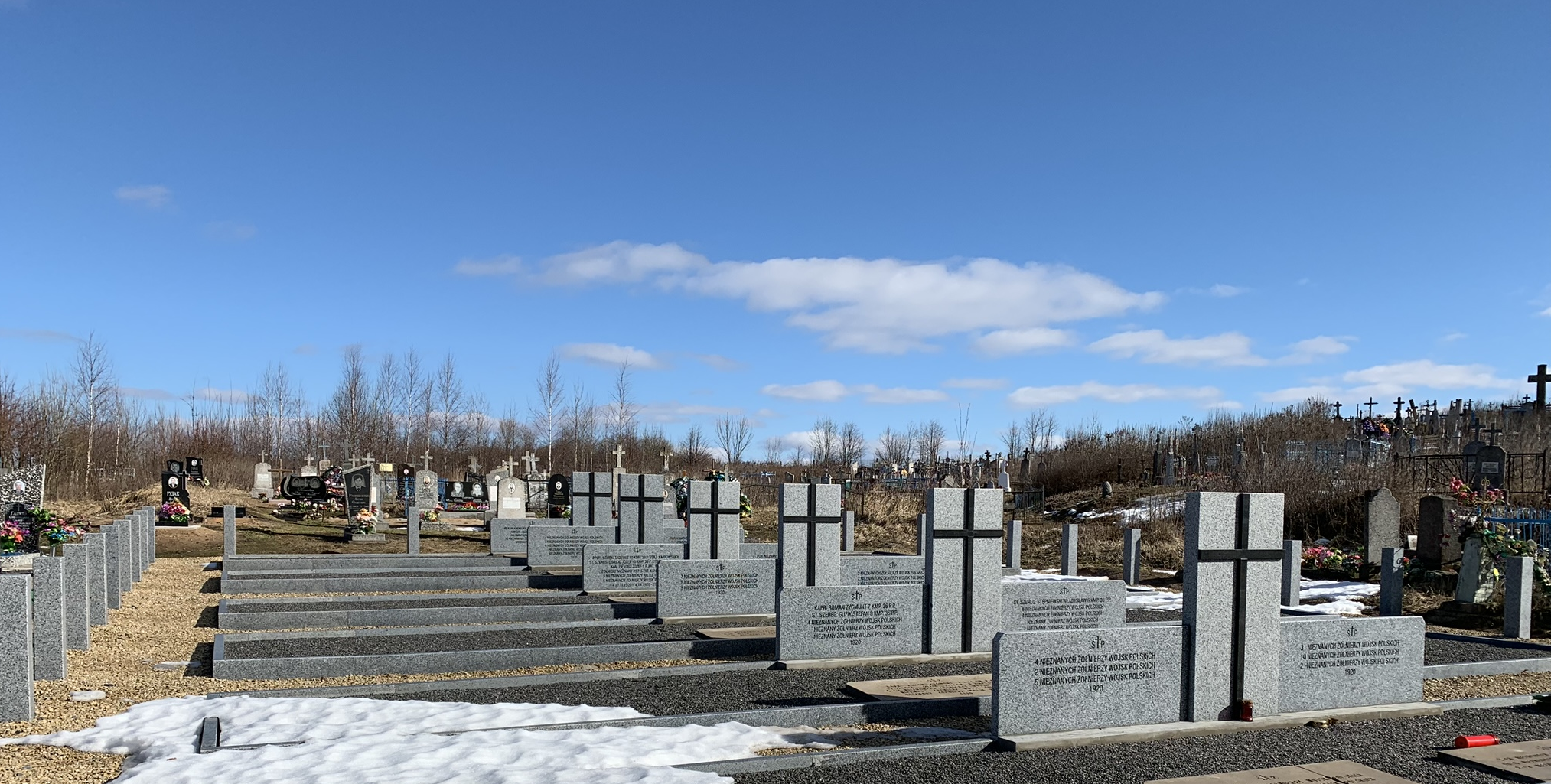
Cmentarz polskich żołnierzy w Zadorożu

4 lipca 1920 wojska Frontu Zachodniego Michaiła Tuchaczewskiego rozpoczęły natarcie.
39 pułk piechoty wchodzący w skład IX Brygady Piechoty z Grupy gen. Władysława Jędrzejewskiego bronił pozycji nad Autą na lewym skrzydle brygady.
Już w pierwszych godzinach nieprzyjacielskiego natarcia zarysował się kryzys na odcinku polskiej obrony.
39 pp został odrzucony na drugą linię okopów.
W walce z oddziałami sowieckiej 4 Dywizji Strzeleckiej i zbiorczą brygadą kawalerii jego pozycje kilkakrotnie przechodziły z rąk do rąk. Pułk w walce stracił około 50% szeregowców i 40% kadry oficerskiej. Wieczorem pułk wycofał się za Mniutę i przeszedł do obrony przedmościa Zadoroże.  
5 lipca przeciwnik przełamał front polski na północ i południe od przedmościa, a jego kawaleria zaczęła zagrażać wyjściem na tyły broniących się  oddziałów. O 14.00  dowódca pułku otrzymał rozkaz opuszczenia przedmościa. Z ocalałych żołnierzy zdołano sformować tylko jeden batalion pod dowództwem kpt. Stanisława Szyłejki.
Wieczorem zbiorczy batalion zajął stanowiska pod Zaborzem po obu stronach drogi z Zadoroża do Głębokiego. Jednak i tu kawaleria bolszewicka wykonywała głębokie obejścia uniemożliwiające utrzymanie pozycji obronnej. W trakcie dalszego odwrotu tylko część batalionu zdołała przedrzeć się do Głębokiego. Kpt. Szyłejko wraz z grupą żołnierzy został otoczony przez kawalerię i dostał się do niewoli.
W Głębokiem resztki pułku uzupełniono rozbitkami z różnych oddziałów 1 Armii i jako batalion skierowano do obrony linii Olszanki.